# ماکسیمیلیان واک

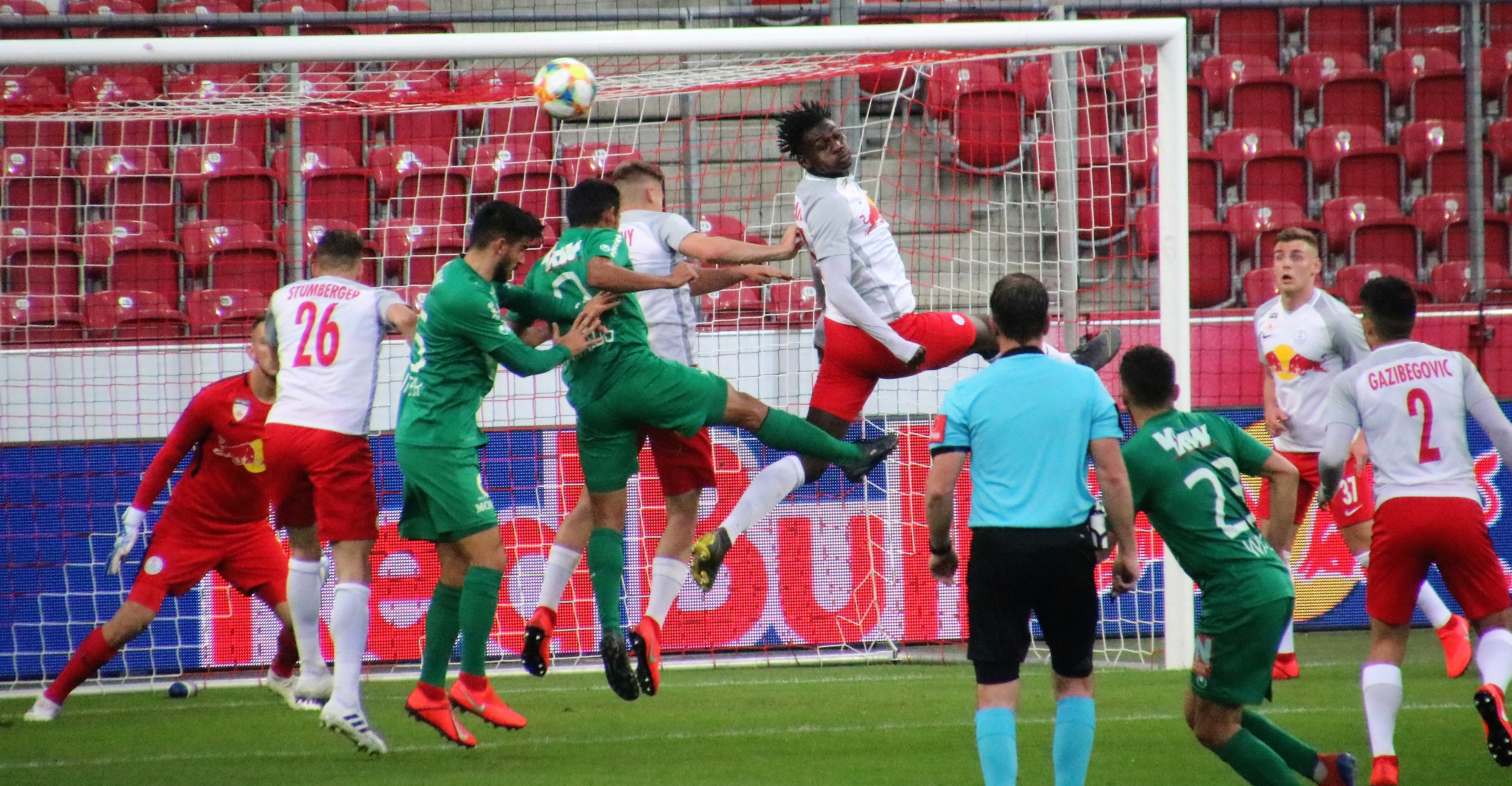
ماکسمیلیان در حال بازی با پیراهن آستوریا والدورف

ماکسیمیلیان واک (انگلیسی: Maximilian Waack؛ زادهٔ ۱۲ ژانویهٔ ۱۹۹۶) بازیکن فوتبال اهل آلمان است.
از باشگاه‌هایی که در آن بازی کرده‌است می‌توان به باشگاه فوتبال هوفنهایم اشاره کرد.